# Министерство молодёжи и спорта Республики Молдова
Министерство молодежи и спорта Республики Молдова (рум. Ministerul Tineretului și Sportului al Republicii Moldova) — упразднённое министерство Правительства Республики Молдова.
В 2017 году в рамках правительственной реформы в Молдове, Министерство культуры вошло в Министерство образования, культуры и исследований, куда так же вошли Министерстве образования и Министерство по делам молодежи и спорта.

## Список министров
| № | Имя                | Начало           | Конец           |
| - | ------------------ | ---------------- | --------------- |
| 1 | Пётр Сандулаки     | 24 февраля 1992  | 5 апреля 1994   |
| 2 | Якоб Попович       | 24 января 1997   | 22 мая 1998     |
| 3 | Ион Чебану         | 25 сентября 2009 | 6 февраля 2013  |
| 4 | Октавиан Цыку      | 26 февраля 2013  | 30 мая 2013     |
| 5 | Октавиан Бодиштяну | 30 мая 2013      | 18 февраля 2015 |
| 6 | Сергей Афанасенко  | 18 февраля 2015  | 30 июля 2015    |
| 7 | Лоретта Хандрабура | 30 июля 2015     | 20 января 2016  |
| 8 | Виктор Зубку       | 20 января 2016   | 26 июля 2017    |